# Katsumi Ōenoki
Katsumi Ōenoki (大榎 克己?, Ōenoki Katsumi; Shimizu, 3 aprile 1965) è un ex calciatore giapponese, di ruolo centrocampista.